# بيني سينغلتون
بيني سينغلتون (بالإنجليزية: Penny Singleton)‏ هي مؤدية ومغنية وممثلة أمريكية، ولدت في 15 سبتمبر 1908 في الولايات المتحدة، وتوفيت بنفس المكان في 12 نوفمبر 2003 بسبب سكتة.

## وصلات خارجية
- بيني سينغلتون على موقع IMDb (الإنجليزية)
- بيني سينغلتون على موقع ألو سيني (الفرنسية)
- بيني سينغلتون على موقع أول موفي (الإنجليزية)
- بيني سينغلتون على موقع قاعدة بيانات برودواي على الإنترنت (الإنجليزية)
- بيني سينغلتون على موقع قاعدة بيانات الأفلام السويدية (السويدية)
- بيني سينغلتون على موقع إن إن دي بي (الإنجليزية)
- بيني سينغلتون على موقع ديسكوغز (الإنجليزية)
- بيني سينغلتون على موقع قاعدة بيانات الفيلم (الإنجليزية)
- بيني سينغلتون على موقع كينوبويسك (الروسية)